# Christoffer Nygaard
Pas d'image ? Cliquez ici
Christoffer Nygaard, né le 24 mars 1986 à Gentofte, est un pilote automobile danois.

## Biographie
Christoffer Nygaard débute en karting en 2001.
Sa carrière s'oriente par la suite vers le tourisme avec des participations en Volkswagen Scirocco R-Cup et en SEAT León Supercopa.
En 2009, il passe en GT en intégrant l'ADAC GT Masters ainsi que le Championnat d'Europe FIA GT3.
L'année suivante, Christoffer entre dans le Championnat du monde FIA GT1 et participe pour la première fois aux 24 Heures du Mans. Terminant 22e au général et 3e dans sa catégorie, cela constitue son meilleur résultat dans l'épreuve à ce jour.
En 2011, il ne dispute pas les 24 Heures du Mans mais continue de piloter en FIA GT1 ainsi qu'en FIA GT3.
Vient ensuite 2012, année où il intègre le tout nouveau Championnat du monde d'endurance FIA dans la catégorie GTE Am. Il dispute ainsi de nouveau aux 24 Heures du Mans jusqu'en 2015, connaissant un triste édition 2013 où son coéquipier et compatriote Allan Simonsen perdra la vie. 
Il continue dans le championnat jusqu'en 2015, année où il passe dans la catégorie professionnelle GT du championnat. Il ne participe pas à la saison suivante, après quatre saisons dans le championnat.

## Résultats en compétition automobile

### Résultats aux 24 Heures du Mans
| Année | Équipe              | Équipiers                        | Voiture                  | Classe  | Tours | Pos. | Class Pos. |
| ----- | ------------------- | -------------------------------- | ------------------------ | ------- | ----- | ---- | ---------- |
| 2010  | Young Driver AMR    | Tomáš Enge Peter Kox             | Aston Martin DBR9        | GT1     | 311   | 22e  | 3e         |
| 2012  | Aston Martin Racing | Kristian Poulsen Allan Simonsen  | Aston Martin Vantage GTE | GTE Am  | 31    | Abd  | Abd        |
| 2013  | Aston Martin Racing | Kristian Poulsen Allan Simonsen† | Aston Martin Vantage GTE | GTE Am  | 2     | Abd† | Abd†       |
| 2014  | Aston Martin Racing | Paul Dalla Lana Pedro Lamy       | Aston Martin Vantage GTE | GTE Am  | 329   | 26e  | 6e         |
| 2015  | Aston Martin Racing | Nicki Thiim Marco Sørensen       | Aston Martin Vantage GTE | GTE Pro | 330   | 27e  | 4e         |

†Simonsen est tué au bout de trois tours. Christoffer n'a donc pas pris le volant durant l'épreuve.

### Résultats en Championnat du monde d'endurance FIA
| Année | Équipe              | Classe    | Voiture                  | Moteur                | 1     | 2     | 3       | 4       | 5     | 6     | 7       | 8     | Rang | Points |
| ----- | ------------------- | --------- | ------------------------ | --------------------- | ----- | ----- | ------- | ------- | ----- | ----- | ------- | ----- | ---- | ------ |
| 2012  | Aston Martin Racing | LMGTE Am  | Aston Martin Vantage GTE | Aston Martin 4,5 L V8 | SEB   | SPA   | LMS Ret | SIL     | SÃO   | BHR   | FUJ     | SHA   | NC   | 0      |
| 2013  | Aston Martin Racing | LMGTE Am  | Aston Martin Vantage GTE | Aston Martin 4,5 L V8 | SIL 1 | SPA 2 | LMS Ret | SÃO Ret | CdA 2 | FUJ 1 | SHA Ret | BHR 1 | 4e   | 104.5  |
| 2014  | Aston Martin Racing | LMGTE Am  | Aston Martin Vantage GTE | Aston Martin 4,5 L V8 | SIL 2 | SPA 3 | LMS 5   | CdA 1   | FUJ 2 | SHA 1 | BHR 3   | SÃO 1 | 2e   | 164    |
| 2015  | Aston Martin Racing | LMGTE Pro | Aston Martin Vantage GTE | Aston Martin 4,5 L V8 | SIL 4 | SPA 6 | LMS 6   | NÜR 4   | CdA 5 | FUJ 5 | SHA     | BHR 4 | 8e   | 81     |